# Schou-Epa
Schou-Epa er en tidligere kæde af varehuse i Danmark. Kæden blev oprettet 1968 af Lauritz Schou fra C. Schous Fabrikker samt det svenske firma Turitz og Co. Kæden åbnede flere store, nye og topmoderne varehuse fra starten i 1968 frem til ca. 1973. Der var især brugt mange penge på klimaanlæg. I 1972 købte firmaet de tidligere Dana-Tempo varehuse og omdannede dem til Schou-Epa'er.
På grund af den store gældsbyrde ved at etablere varehuse, gik firmaet i likvidation i 1974 og det blev overtaget af firmaet Th. Wessel og Wett, som står bag Magasin du Nord. Prisen var på 25 mio kr. Allerede i 1978 skilte Magasin sig af med kæden, men varehusene forblev i de fleste tilfælde, enten købt af selvstændige eller andre kæder.
Der var varehuse i følgende byer:
- Frederikshavn (Danmarksgade 74)
- Glostrup (Glostrup Storcenter)
- Herning (1968, Østergade 8)
- Hjørring (Sct. Olai Plads 1)
- Horsens (1969, Borgergade 12)
- København (1970, Frederikssundsvej 5-7/Nordre Fasanvej 277, Nordvestkvarteret)
- Randers (Dytmærsken 9)
- Roskilde (Algade 51) Varehuset i Roskilde lukkede den 31/5-1997, ifbm. at det var blevet opkøbt af Coop, og blev derefter bygget om og åbnede efterfølgende som en Kvickly.
- Slagelse (Vestsjællandscenteret)
- Svendborg (Gerritsgade 33)
- Vejle (Sønderbrogade 4)
- Viborg
- Lyngby
- Ballerup
- Birkerød

• Nakskov (Søndergade 23)